# August Reijding
August Reijding, ook Reyding (Amsterdam, 21 maart 1863 - Amsterdam, 24 juni 1930) was een Nederlands lithograaf, tekenaar en bouwkundig ingenieur, maar ook een schrijver van toneelstukken en liedjes, kostuumontwerper en auteursrechtdeskundige.
Reijding studeerde aan de Polytechnische School te Delft, waar hij in 1885 zijn ingenieursdiploma verkreeg. Tijdens zijn studie was hij actief bij het amateurtoneel, en ook later was hij meer actief als toneelschrijver en kostuumontwerper dan als bouwkundige. Hij schreef veel theaterliedjes en was werkzaam als redacteur van toneeltijdschriften. In 1889 produceerde hij de eerste revue in Nederland, geheten Naar den Eiffeltoren. In de periode daarna schreef hij nog veel andere revueteksten, onder andere De doofpot (1891), Luilekkerland (1897, waarin de Amsterdamse populaire figuur Pietje Puck voor het eerst zijn opwachting maakte) en het uit het Engels vertaalde Potasch en Perlemoer (1915).
Zijn liedjes verschenen als nummers van het tijdschrift T.A.V.E.N.U., een afkorting van 'Tot Aangename Verpoozing En Nuttige Uitspanning' en oorspronkelijk de naam van een leesgezelschap te Amsterdam. Later kregen ook allerlei andere vermaaksinstellingen deze naam.
Van 1912-1927 was hij directeur van het Internationaal Bureau voor Opvoerings- en Auteursrechten, later Bureau van Auteursrecht van de Vereeniging voor Letterkundigen.
Onder het pseudoniem Alfaro maakte hij vele honderden politieke en satirische tekeningen voor het Geïllustreerd Politie-Nieuws en de Amsterdamsche Courant, vooral in de periode 1890-1905. Ook de aanplakbiljetten voor zijn toneelstukken werden vaak door Reijding als 'Alfaro' getekend.
- Biografisch Portaal: 77438038
- International Standard Name Identifier: 0000 0003 9524 5926
- Nederlandse Thesaurus van Auteursnamen: 071215875
- RKD-Nederlands Instituut voor Kunstgeschiedenis: 108462
- Virtual International Authority File: 289925823
- WorldCat: E39PBJgRTyDwTJ4mV3fH3bqJDq